# Nakayama Yoshiko
Nakayama Yoshiko est un nom japonais traditionnel ; le nom de famille (ou le nom d'école), Nakayama, précède donc le prénom (ou le nom d'artiste).
Pour les articles homonymes, voir Nakayama (homonymie).
Nakayama Yoshiko (中山慶子), née le 16 janvier 1836 à Kyoto et mort le 5 octobre 1907 à Tokyo, est une dame de compagnie à la cour de la Maison impériale du Japon. Concubine favorite de l'empereur Kōmei, elle est la mère de l'empereur Meiji.

## Biographie

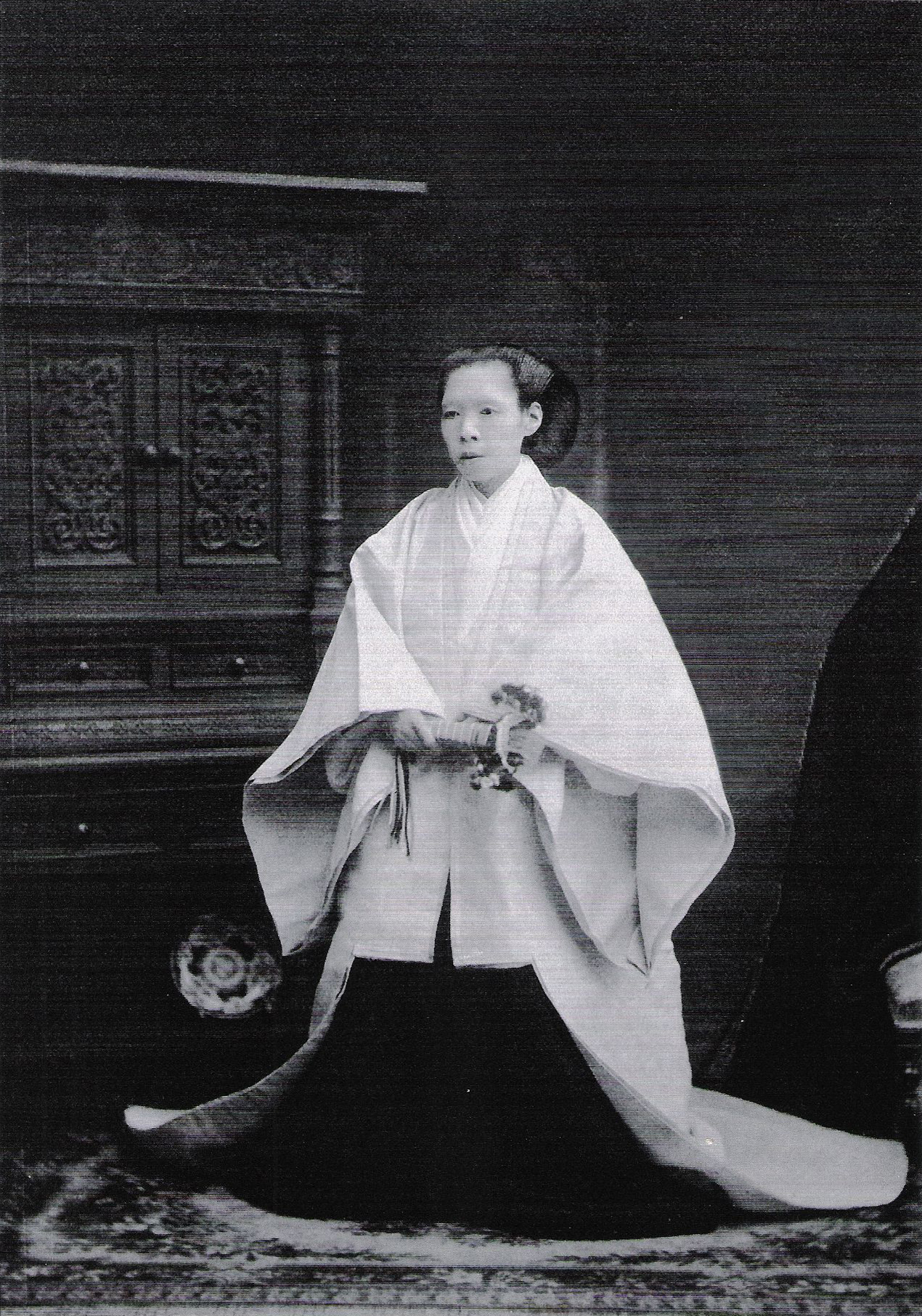
Dame Yoshiko

### Parents
Nakayama Yoshiko est la fille du seigneur Nakayama Tadayasu, ministre de la gauche (Sadaijin) et membre du clan Fujiwara. Sa mère est Matsura Aiko (1818–1906), 11e fille de Matsuura Seizan, daimyo du domaine de Hirado.

### À la cour
Elle entre au service de la cour à l'âge de dix-sept ans. Devenue concubine de Kōmei, elle donne naissance le 3 novembre 1852 à Mutsuhito, futur empereur Meiji, dans la résidence de son père à l'extérieur du palais impérial de Kyoto. Elle revient avec son fils au palais cinq ans plus tard. 
Après la restauration de Meiji, elle s'installe en 1870 dans la nouvelle capitale, Tokyo, à la demande de l'empereur. Elle est enterrée au cimetière Toshimagaoka dans l'arrondissement de Bunkyō à Tokyo.

## Honneurs
- Grand Cordon de l'ordre de la Couronne précieuse (17 janvier 1900)

### Ordre de précédence
- Troisième rang (quatrième jour, huitième mois de l'ère Keiō (1868))
- Deuxième rang (septième jour, neuvième mois de Keiō (1868))
- Deuxième rang principal (1889)
- Premier rang (15 janvier 1900)

## Source de la traduction
- (en) Cet article est partiellement ou en totalité issu de l’article de Wikipédia en anglais intitulé « Nakayama Yoshiko » (voir la liste des auteurs).